# Parco GruBrìa
Il Parco GruBrìa è nato ufficialmente il 19 dicembre 2019 dall'aggregazione di due Parchi locali di interesse sovracomunale (detti comunemente PLIS): Parco Grugnotorto Villoresi e Parco della Brianza Centrale.
Il PLIS Grugnotorto Villoresi insisteva su un'area di circa 1850 ettari e interessava le campagne dei comuni di Bovisio Masciago, Cinisello Balsamo, Cusano Milanino, Desio, Lissone, Monza, Muggiò, Nova Milanese, Paderno Dugnano e Varedo.
Il PLIS Brianza Centrale occupava una superficie di circa 400 ettari a corona della città di Seregno.

## Storia
Il nucleo originario dell'attuale Parco occupa le residue campagne tra Nova Milanese, Paderno Dugnano e Varedo. Questi terreni agricoli sono attraversati dal Canale Villoresi e  alcuni suoi canali secondari. Il microtoponimo Grugnotorto è di origine antica ed è testimoniato dal Catasto Teresiano del 1722. Ancora oggi una località di Nova Milanese porta questo nome. L'etimologia richiamerebbe la radice latina grūmus, che indica un "rialzo di terra" e tortus, "piegato, rivoltato". Una para-etimologia locale vorrebbe invece sia l'errata italianizzazione del microtoponimo lombardo Grand òrt, "grande orto".
L'idea del Parco Grugnotorto-Villoresi si sviluppò all’inizio degli anni Ottanta dalla volontà di preservare le ultime aree ancora libere dall’edificazione, di riqualificarle e renderle fruibili, per migliorare l’ambiente e la vivibilità di uno dei territori più edificati d'Europa. Il Parco nacque ufficialmente il 12 novembre del 1999 con un protocollo d’intesa tra sei comuni: Cinisello Balsamo, Cusano Milanino, Muggiò, Nova Milanese, Paderno Dugnano e Varedo. Nel 2006 venne costituito un Consorzio di Gestione e nel 2008 entrò a far parte del Parco anche Bovisio Masciago. Nel 2017 il Parco si ampliò ulteriormente sui territori di Desio, Lissone e Monza.
Il Parco Brianza Centrale fu istituito all'inizio del 2001 dal Comune di Seregno con lo scopo di "definire una salvaguardia attiva del territorio inedificato [...] impedire processi di saldatura con i comuni contermini [...] contribuire ad una politica più generale di salvaguardia di spazi verdi alla grande scala in un luogo strategico di incontro, al centro di un sistema che comprende alcuni grandi parchi di interesse regionale".
Il 19 dicembre 2019 il Consorzio Grugnotorto-Villoresi si sciolse per costituire il nuovo "Parco Grugnotorto-Villoresi e Brianza Centrale" (GruBrìa). Con l'istituzione del nuovo PLIS GruBrìa è cessata anche la gestione diretta del Parco Brianza Centrale, precedentemente in capo al Comune di Seregno.

## Il territorio
Le aree in salvaguardia dei due parchi sono state unite e costituiscono oggi il territorio del GruBrìa, su openstreetmap.org.
Il paesaggio della parte Sud del parco è in gran parte caratterizzato:
- dalle aree riqualificate lungo il Canale Villoresi e lungo i suoi secondari;
- dai campi coltivati, tra i quali si possono ancora trovare alcune cascine attive;
- dai boschi, storici e nuovi e dalle oasi attrezzate, di nuova realizzazione.

Il Canale Villoresi, canale artificiale costruito alla fine del XIX secolo per l'irrigazione dei campi, è ormai pienamente inserito nel paesaggio del parco ed è percorribile lungo le strade alzaie del corso principale e della roggia San Martino (canale secondario che scorre tra Nova Milanese, Muggiò e Cinisello Balsamo).
I boschi sono in continua crescita in tutti i comuni del parco, grazie alle numerose iniziative di riforestazione. Tra Varedo e Desio resiste ancora oggi l'unico bosco "storico", il Bosco Bello, riserva di legna fino alla metà del secolo scorso; l’area boscata è stata notevolmente ampliata grazie ad un'importante azione promossa dal parco. A Desio si distinguono: il rimboschimento del Parco Ambrogio Mauri, i boschi del cimitero nuovo e il Boschetto. A Lissone si trova il grande Bosco Urbano, riqualificato ed ampliato nel 2022, oltre ad altre zone boschive a nord del centro abitato. Molti rimboschimenti si concentrano intorno al Viale Bagatti tra Varedo e Paderno Dugnano. A Paderno Dugnano in particolare si trova l'Oasi dei gelsi, in località Palazzolo Milanese. A Cinisello Balsamo sono infine in crescita i Boschi di S. Eusebio che circondano l'omonimo laghetto.
Oasi attrezzate sono presenti sul territorio di tutti i comuni aderenti, si distinguono in particolare:
- il Viale Bagatti con l'Oasi dei gelsi e i Giardini del Villoresi; questi formano una grande area unitaria tra Varedo, Paderno Dugnano e Nova milanese che riunisce una bella villa del XVIII secolo, un viale storico a cavallo del Villoresi, molti boschi di nuovo impianto ormai ben formati e il percorso dei Giardini del Villoresi a Nova Milanese;
- il Parco Lago Nord a Paderno Dugnano, una grande cava rinaturalizzata con lago, boschi e chilometri di percorsi ciclabili e pedonali;
- la Piana del Novale, tra Nova Milanese e Cinisello Balsamo, vasta area occupata precedentemente da una cava e ora recuperata come zona agricola e fruitiva;
- l'Oasi di Sant'Eusebio e la Roggia San Martino (tra Nova Milanese, Muggiò e Cinisello Balsamo), costituiscono un'area naturalistica e fruitiva, caratterizzata da boschi, percorsi e da un lago alimentato dalle acque del Villoresi;
- il Parco 2 giugno nel quartiere Porada a Seregno, un grande parco urbano dove sono state realizzate molte piste ciclopedonali che uniscono orti urbani, zone ricreative, giochi per bambini; vi si alternano anche campi coltivati ed aree boschive dove recentemente è stato anche avvistato il gufo comune (Asio otus);
- l'area del Meredo, un parco agricolo oggetto di rimboschimenti percorribili grazie alle vecchie strade vicinali trasformate in piste ciclo-pedonali; rilevante un esemplare isolato di farnia di grandi dimensioni.

E poi ancora il grande Bosco Urbano a Lissone; il Parco Superga a Muggiò; il Giardino degli Ippocastani a Cusano Milanino, il Parco Ambrogio Mauri a Desio e il Parco Giorgio Perlasca, appena oltre il confine del GruBrìa a Bovisio Masciago.
Le principali cascine attive nel GruBrìa sono: la fattoria Milanino tra Cusano Milanino e Paderno Dugnano, l'agriturismo Il Granaio a Paderno Dugnano, l'azienda Fratelli Ponti tra Nova Milanese e Varedo, l'azienda Verzeni tra Varedo e Bovisio Masciago, la società agricola Pio Bove ad Albiate.
Le presenze storiche più significative nel GruBrìa sono: a Varedo la Villa Bagatti Valsecchi ed il connesso Viale Bagatti di quasi 1 km; appena fuori dai confini del parco, la città-giardino di Milanino, la Chiesetta di Sant'Eusebio a Cinisello Balsamo, il complesso della Villa Gaetana Agnesi alla Valera Vecchia di Varedo.
Ci sono infine le aree sportive di Muggiò (stadio Superga 1949 e campo sportivo Gaetano Scirea), Cinisello Balsamo (stadio comunale Gaetano Scirea), Nova Milanese (area Brodolini), Desio (area del PalaDesio), Seregno (centro sportivo Umberto Trabattoni), Paderno Dugnano (centro sportivo di via Serra) e Bovisio Masciago (centro sportivo Franco Giorgetti).
Una fitta rete di itinerari ciclopedonali e campestri permette una fruizione immediata a tutti gli abitanti e mette in relazione tutti i punti di interesse del parco, le aree dedicate alla produzione agricola e le stazioni ferroviarie di Varedo, Palazzolo Milanese, Paderno Dugnano, Cusano-Cormano, Desio e Seregno.
Il GruBrìa, con tutti gli elementi citati, si pone come forte elemento di congiunzione ecologica e fruitiva sia tra i comuni aderenti al PLIS sia con i parchi regionali lombardi vicini (Parco delle Groane, Parco Nord Milano, Parco della Valle del Lambro).
Simbolo del parco è un riccio comune (erinaceus europaeus) disegnato sopra una foglia di quercia, animale relativamente comune nella zona.

## Galleria d'immagini

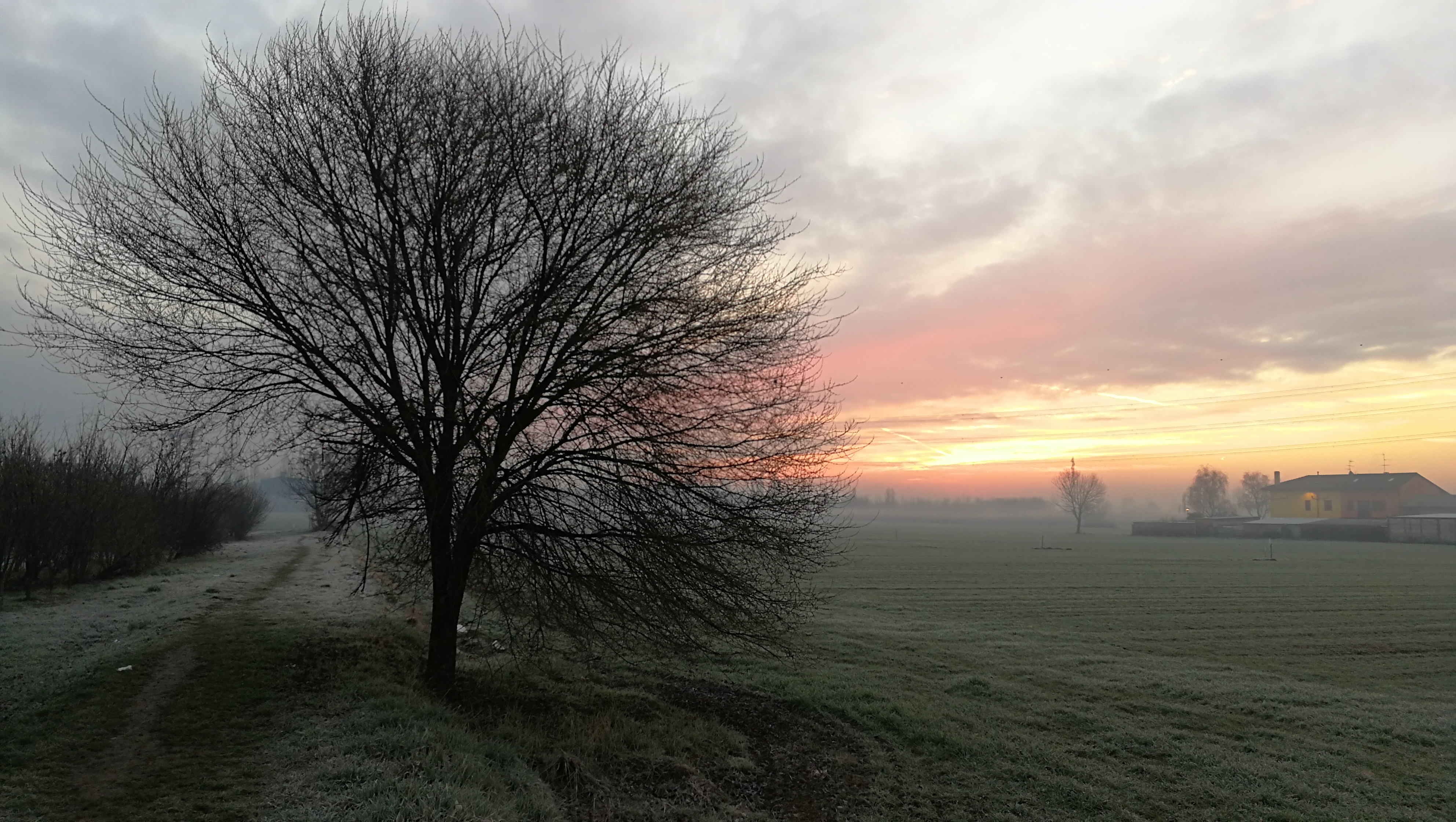
Alba nelle campagne - Varedo/Paderno Dugnano
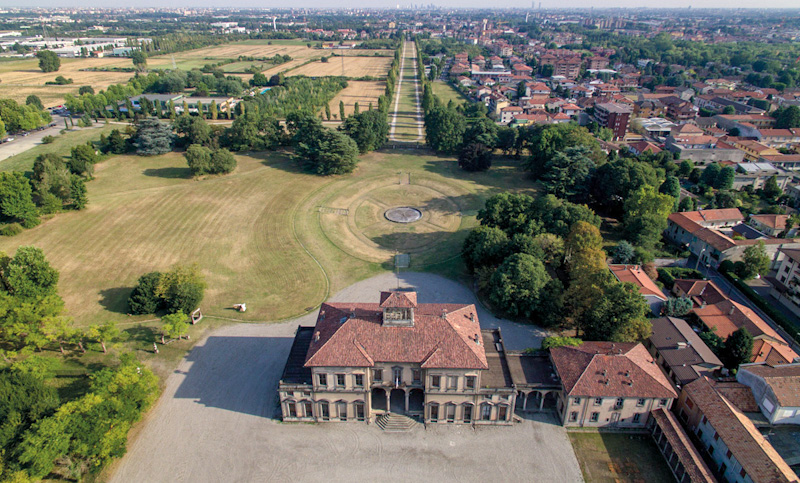
Villa Bagatti Valsecchi - Varedo
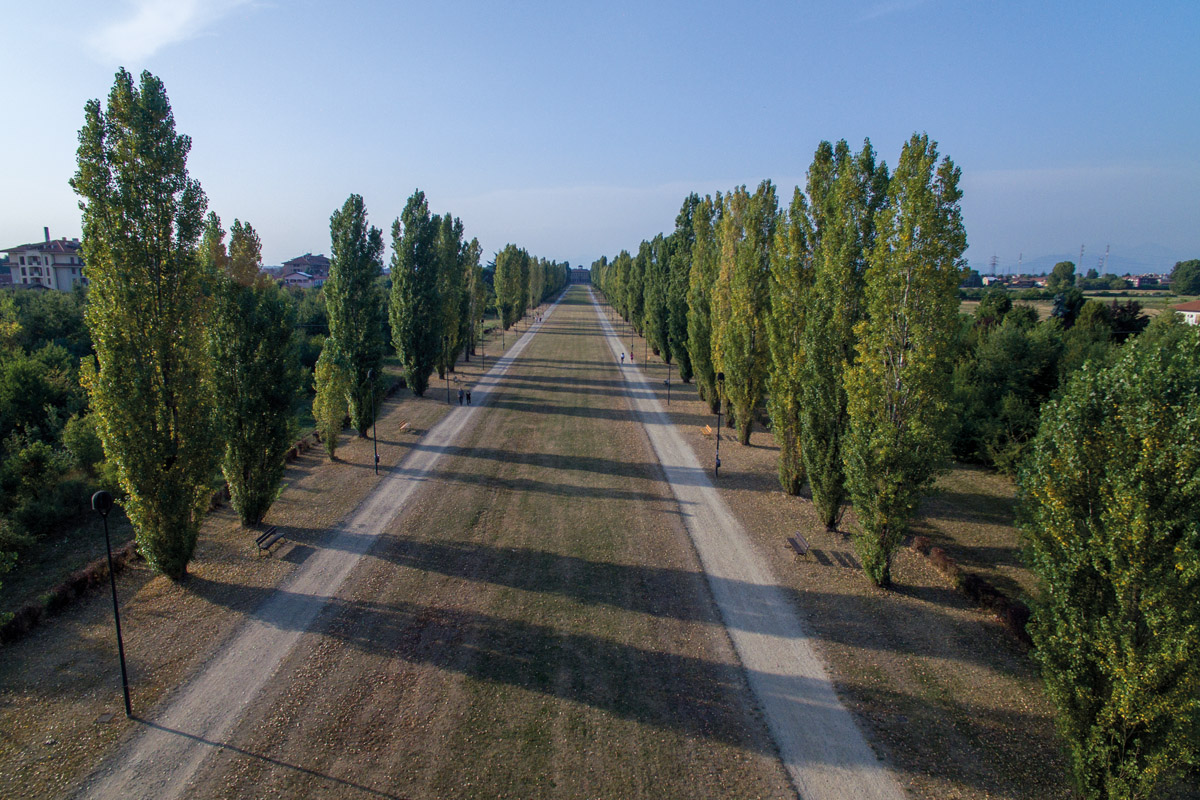
Viale Bagatti - Varedo/Paderno Dugnano
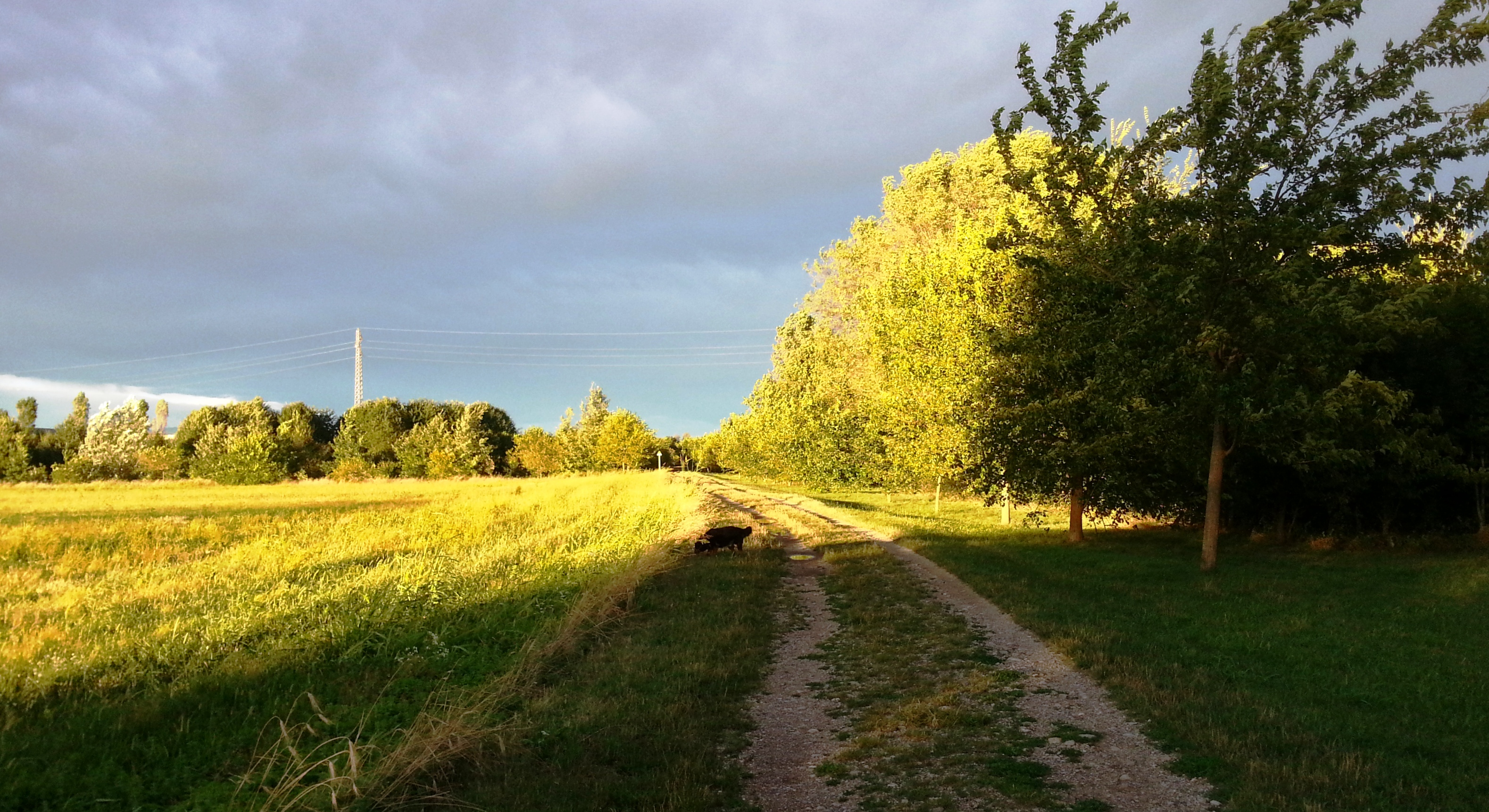
Oasi dei gelsi - Paderno Dugnano
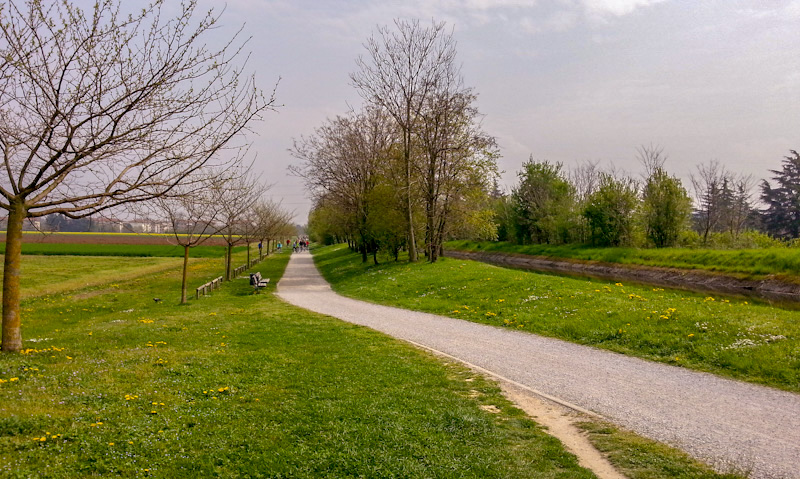
Giardini Villoresi - Nova Milanese
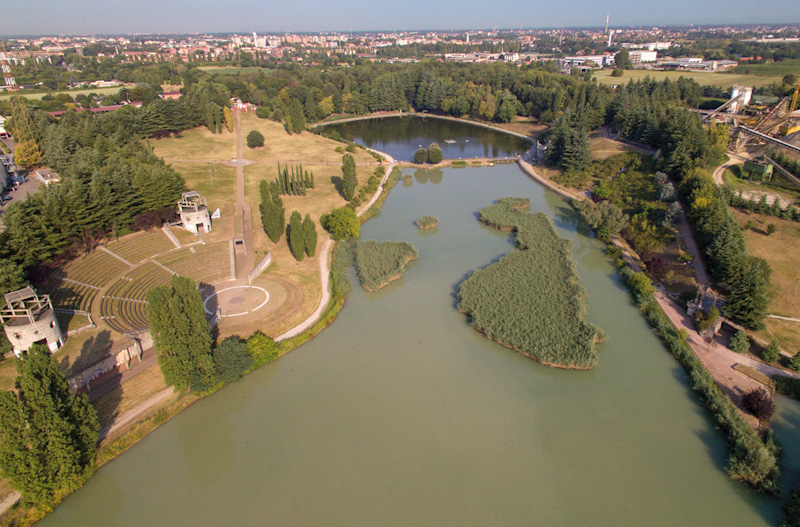
Parco Lago Nord - Paderno Dugnano
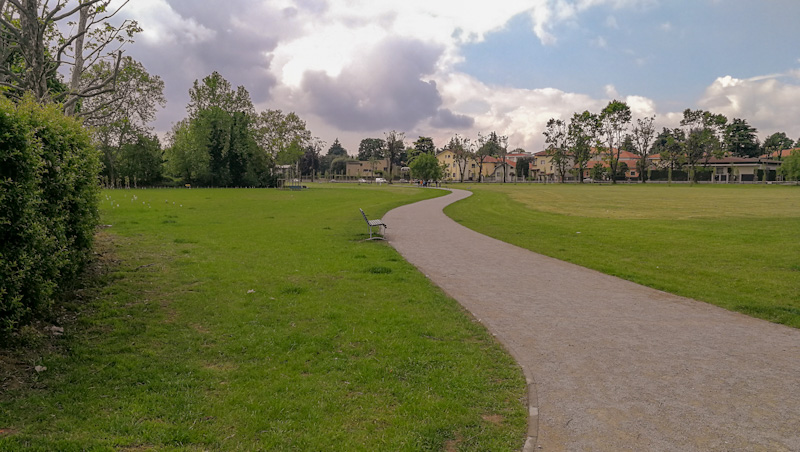
Giardino Ippocastani - Cusano Milanino
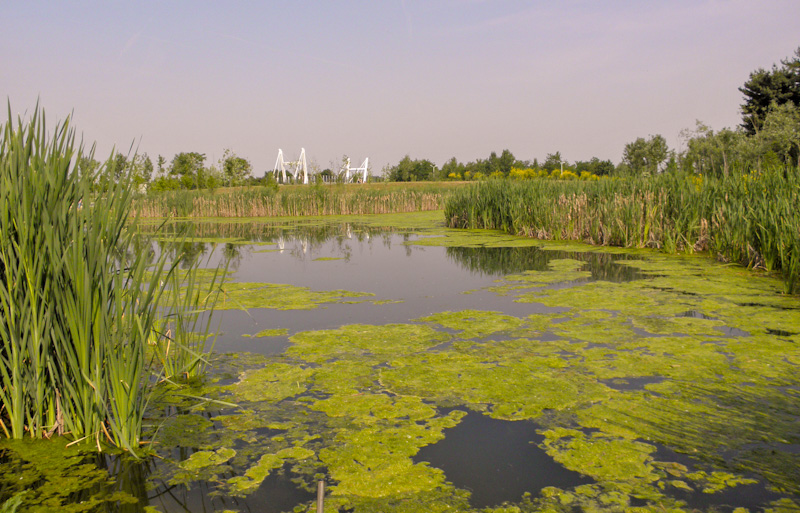
Oasi Sant'Eusebio - Cinisello Balsamo
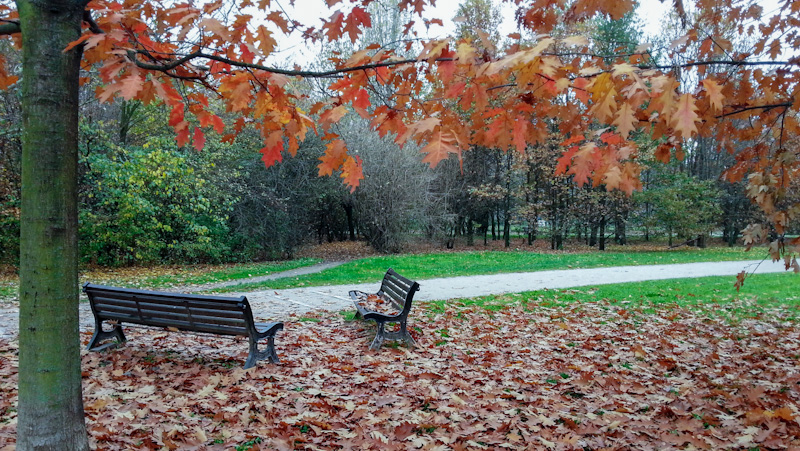
Bosco di Sant'Eusebio - Cinisello Balsamo
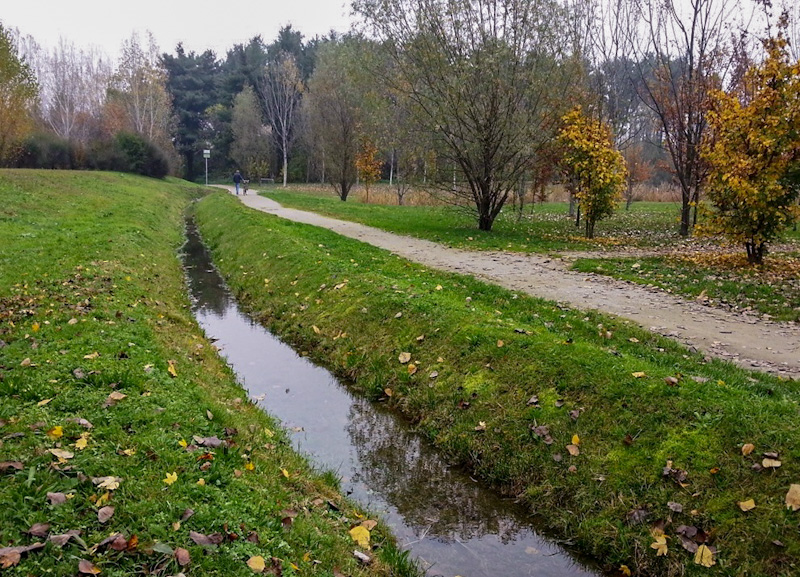
Roggia San Martino - Cinisello Balsamo
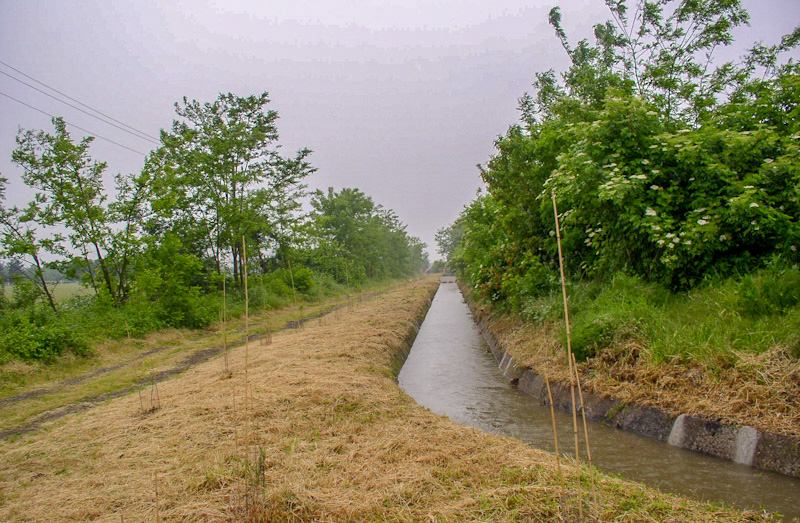
Roggia San Martino - Muggiò
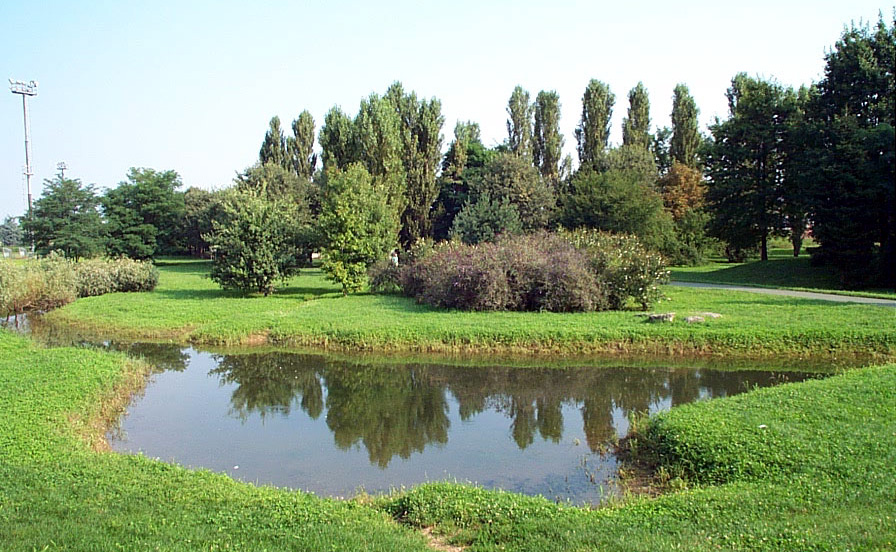
Parco Superga - Muggiò
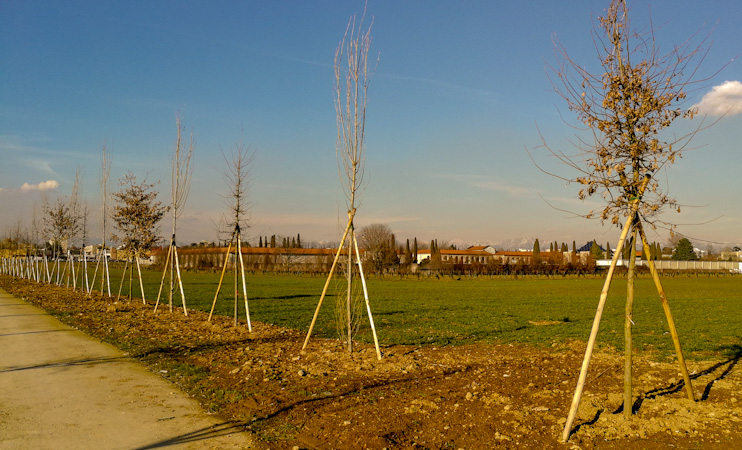
Piana del Novale - Nova Milanese
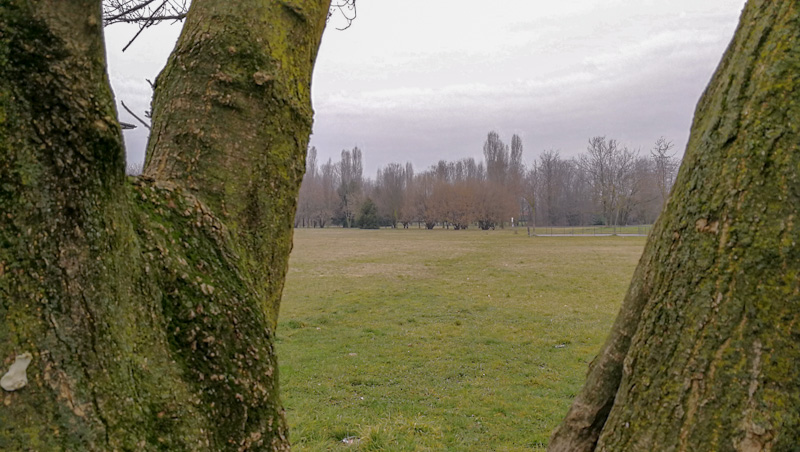
Il Boschetto - Desio
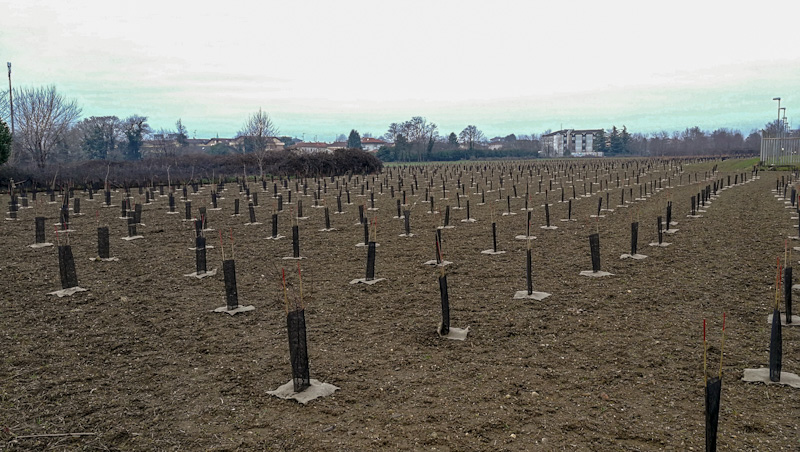
Rimboschimento del Cimitero nuovo - Desio
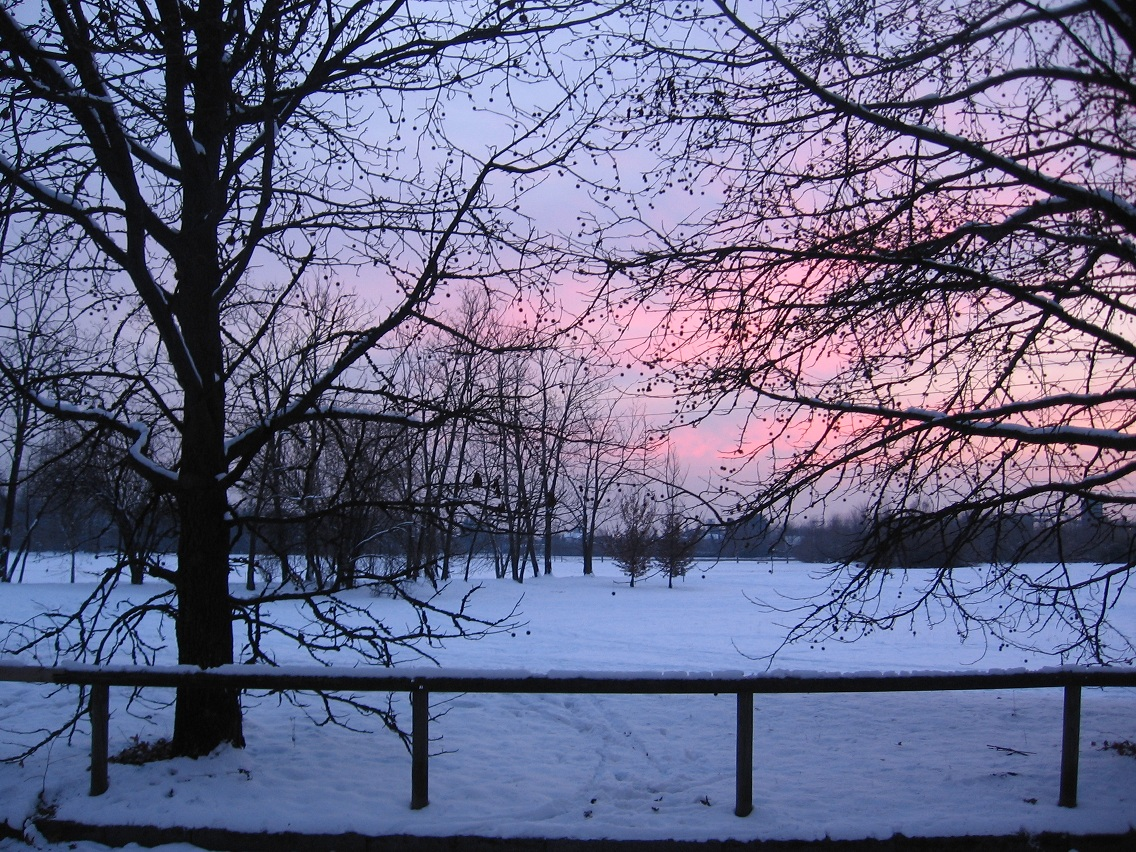
Parco 2 giugno alla Porada - Seregno
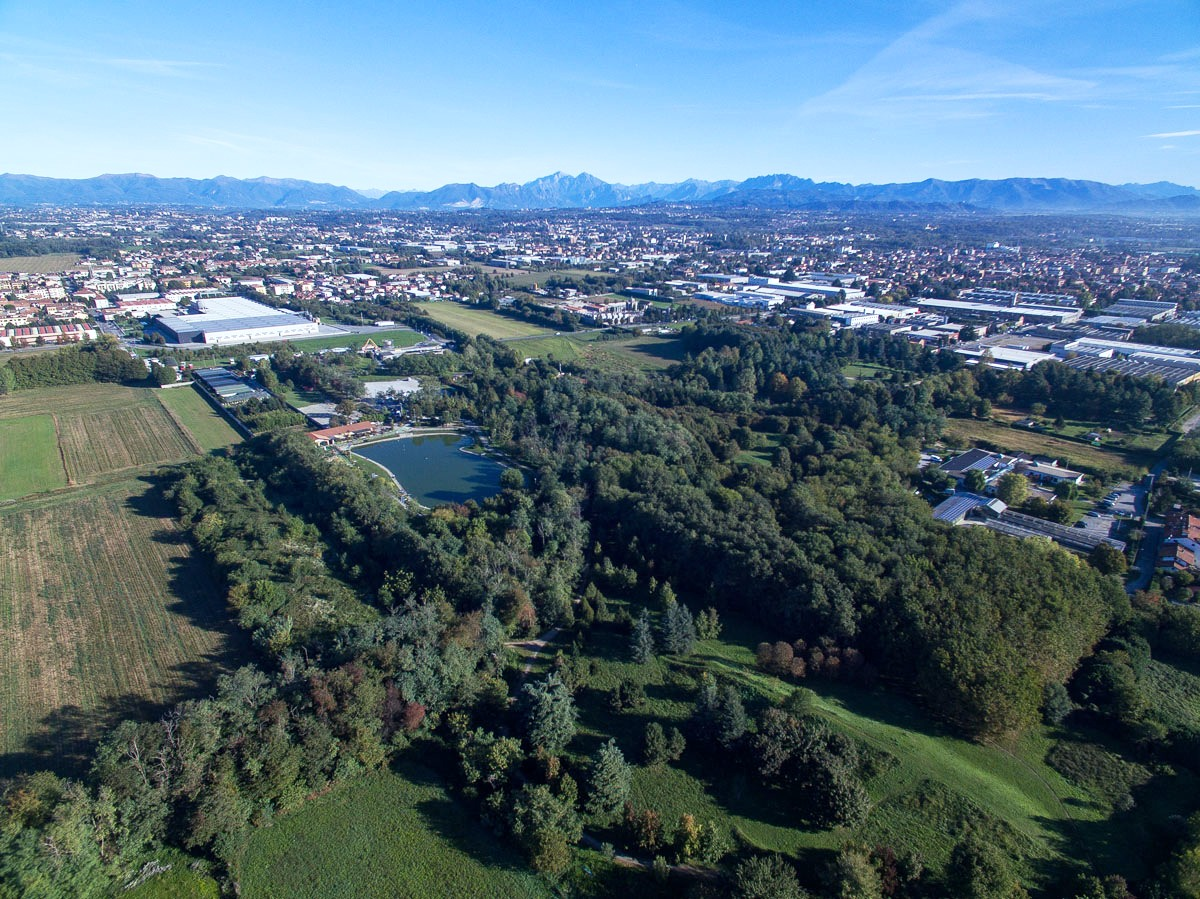
Bosco Urbano - Lissone